# Тональный крем
Тона́льный крем — косметическое средство для макияжа.
Тональный крем предназначен для выравнивания тона кожи, коррекции недостатков кожи, создания ровной поверхности для нанесения макияжа и для изменения естественного тона кожи. Тональный крем, нанесенный на тело, обычно называют «бодиартом» или «макияжем тела».
Согласно толковому словарю Ожегова термин тональный крем, понимается, как «придающий или имеющий определённый оттенок цвета, тон».

## История
Предыстория тонального крема насчитывает несколько тысячелетий: в Древнем Египте, Риме, Греции женщины для придания лицу ровного светлого тона применяли мел и ядовитые свинцовые белила.
Археологи из Бристольского университета в ходе раскопок, обнаружили горшок с сероватым кремом. Он датируется вторым веком нашей эры. В то время Великобритания была частью Римской империи. Проанализировав крем, ученые пришли к выводу, что римские женщины использовали его как тональное средство. У римлян в моде был неестественно светлый цвет лица и, чтобы добиться желаемого оттенка, они готовили крем из животного жира, крахмала и химического вещества, называемого оксидом олова. Жир был получен из туш животных и, вероятно, нагревался, для удаления любого оттенка. Крахмал получали обработкой корней или зёрен кипятком. Оксид олова получали нагреванием олова на воздухе. Такие тональные сливки были густыми и липкими. Как и другая древняя косметика, они, вероятно, трескались на лице через некоторое время, и носить такое средство было не очень приятно.
Эта тенденция в макияже продолжалась на протяжении всего Средневековья и Ренессанса вплоть до времён королевы Елизаветы I, которая пользовалась средством, сочетающим свинец и уксус, называемое «Венецианскими белилами». Она наносила его на лицо, чтобы скрыть оспенные шрамы и придать коже более бледный вид. Побочным эффектом косметических веществ, содержащих свинец, были: выпадение волос, стоматологические заболевания и постоянное обесцвечивание кожи.
В 18 веке Людовик XV сделал модным использование макияжа на основе свинца для мужчин. Театральные актёры той эпохи наносили тяжелый белый грим на лица.
Первый тональный крем Pan-Cake (компактная пудра натурального оттенка) создал в 1935 году Макс Фактор. На тот момент он уже был собственником компании по производству косметики для киносъемок. Обратив внимание на то, что грим создавал на лице эффект маски и смотрелся искусственно, он решил создать новый продукт на основе талька и жидкого пигмента. Новое средство смотрелось естественнее, ложилось на кожу ровнее, и женщины начали его применять в повседневной жизни.
Основу современных тональных кремов составляют силиконовые масла и пигменты.
Тональные средства на основе силикона имеют силикон — или смесь воды и силикона — в качестве основного ингредиента. Наиболее типичными используемыми силиконами являются диметикон, полисилоксан и летучие силиконы, такие как циклометикон и фенилтриметикон. Силикон обеспечивает смазку и вязкость (т. н. «скольжение») похожее на масло, позволяя продукту наноситься и смешиваться на коже плавно и равномерно. Силиконы имеют более лёгкий вес и поэтому более удобны на коже, также мелкие силиконовые частицы заполняют морщинки и поры на лице. Обычные силиконы остаются эластичными и гладкими даже в сухом климате, в то время как летучие силиконы остаются достаточно долго, чтобы смешаться на лице, а затем испаряются (как алкоголь), практически не оставляя ощущения присутствия. Макияж на основе силикона менее подвержен окислению или изменению цвета во время носки.
Одно из важных достижений косметической промышленности за последнее время связано с синтетическими материалами, называемыми перламутром и слюдой. Это крошечные круглые частицы, которые изменяют способ отражения света от лица. В результате получается мягкий, размытый эффект, который помогает людям выглядеть лучше. Новые методы, позволяющие ученым измельчать ингредиенты на сверхмалые кусочки способствовали появлению тенденции к созданию более удобных и долговечных тональных основ.
Согласно российскому государственному стандарту продукции декоративной косметики на эмульсионной основе: тональное средство представляет собой «однородную массу, состоящую из жировых компонентов, масел, эмульгаторов, воды, пигментов или красителей. В них могут входить также отдушки и специальные добавки. Все ингредиенты должны быть разрешены к применению в установленном порядке». В России тональные средства, как «продукцию декоративной косметики» упаковывают по ГОСТ 28303 или ГОСТ 27429.

## Функции тонального крема
Тональный крем наносится на лицо с целью создания равномерного однородного цвета лица, сокрытия недостатков и, иногда, для изменения естественного тона кожи. Основной функцией тонального средства является коррекция недостатков кожи.
Тональная основа может скрывать мелкие недостатки (пигментные пятна, неровности и т. д.), защищать кожу от смены температур, ветра, дождя.
Некоторые основы также действуют как увлажняющий крем, как ежедневное средство ухода за кожей и лёгкой коррекции цвета лица.
Другой функцией тонального средства может является защита от негативного влияния солнечного излучения, т.е выполняет солнцезащитную функцию.
Тональное средство может являться прочной базой для нанесения более сложного макияжа, которая не позволит макияжу «поплыть» с лица, быть основой для грима.
Многие современные тональные средства имеют подтягивающий, т. н. лифтинг-эффект (от англ. lifting — «подъём», «поднимание»), такие средства используются в антивозрастном макияже.
Тональный крем, наносимый на тело, обычно называют «бодиарт» или «макияж тела» и его функцией является выравнивание тона кожи всего тела.

## Виды тональных кремов
Выбор правильного тонального крема зависит от цвета кожи, её текстуры и желаемого уровня покрытия. В идеале тональный крем будет идентичен естественному тону кожи, так что лицо не будет казаться другого цвета, чем шея или линия роста волос.
- Жидкий тональный крем — обладает хорошей плотностью и долго держится. Он способен мягко затушевать расширенные сосуды, пигментные пятна и сделать кожу более ровной.
- Густой тональный крем — обладает хорошей маскирующей способностью. Включает в себя большое количество жиров и больше подходит для сухой кожи.
- Тональный крем-стик — отличается содержанием большого количества красящих частиц. Хорошо маскирует заметные изъяны. Не рекомендуется для морщинистой кожи.
- Тональная крем-пудра — представляет собой комбинацию компактного тонального крема и пудры. Имеет хорошую маскирующую способность, к тому же после его использования припудривание уже не понадобится. Тем, чья кожа склонна к образованию морщин или имеет расширенные поры, употребление тональной крем-пудры не рекомендуется.
- Увлажняющий крем с оттенком (tinted moisturizer) — имеет саму жидкую консистенцию, не покрывает полностью кожу, а лишь выравнивает тон. Подходит для молодой кожи.
- Тональная пудра — содержит больше пудры и меньше жира. Подходит для любого типа кожи за исключением очень сухой.
- Тональный крем-мусс — напоминает пену, слабо маскирует недостатки кожи. Подходит для идеально чистой и здоровой кожи.
- Концентрированный тональный крем — плотный крем, при использовании необходимо смешивать с увлажняющим кремом.
- Жидкая тональная основа, превращающаяся в пудру (т. н. англ. liquid-to-powder). Подобные тональные основы, после нанесения на лицо, превращаются в пудру. Жидкая часть основы впитывается в кожу, и на ней остается лишь лёгкий слой пудры[11]. Подходят для каждодневного использования, имеют слабую покрывающую способность. Фактически совмещает дневной крем для лица и пудру.

Тональные средства различаются и по своей покрывающей способности. Прозрачная основа (sheer foundation) содержит очень мало пигмента, и она почти прозрачна. Она не скрывает пятна или дефекты, но может выровнять тон кожи между различными областями лица. Прозрачная основа содержит от 7 % до 12 % пигмента. Светлая основа (light) немного темнее и содержит от 13 % до 17 % пигмента. Т. н. среднее покрытие (medium coverage) плотнее — обычно, где-то от 18 % до 24 % пигмента, может покрывать покраснения, веснушки, некоторые пятна и некоторые шрамы. Полное покрытие (full coverage) составляет от 25 % до 50 % пигмента, то есть очень плотно наносится и может скрыть почти все недостатки.

## Инструменты для нанесения
Традиционно, среди профессионалов, основным инструментом для нанесения тонального средства на кожу является плоская синтетическая кисть, которая помогает создать равномерное или различное по плотности покрытие.
Для более легкого и быстрого распределения тона часто используется большая круглая кисть из искусственного ворса. Такой кистью тон наносится круговыми движениями, деликатно растушевывается и оставляет равномерное, но не слишком плотное покрытие.
Ещё одним вариантом для нанесения тонального средства является — кисть дуофибра (от англ. duo fibre — двойной ворс), состоящая из натуральных и искусственных волокон. Подходит для тонкого нанесения и тщательной растушевки продукта на коже.
Современным и удобным способом нанесения тонального средства на кожу, является косметический спонж или бьюти-блендер (от названия одноимённой марки, которое стало обобщающим для всей категории). Он изготовлен из гипоаллергенного синтетического материала. В составе таких спонжей бывает латекс, поролон, вата, целлюлоза и другие материалы. Использование спонжа для нанесения тонального крема лучше всего подходит для создания внешнего вида с лёгким или средним покрытием. Чтобы его правильно использовать, сначала нужно смочить губку водой, затем отжать. Влага не позволит спонжу впитывать много тонального средства и поможет более равномерно распределить его по коже.